# Arne Schiøtz
Arne Schiøtz (1932) es un herpetólogo danés. Zoólogo, es investigador asociado del Museo de Zoología de Copenhague. Ha trabajado científicamente con ranas africanas, especialmente ranas arborícolas, y ha publicado varios artículos, dos monografías y un manual sobre el tema, basado en un extenso trabajo de campo en África.

## Obra

### Algunos taxones descritos
- Afrixalus nigeriensis
- Afrixalus vibekensis
- Bufo perreti
- Cardioglossa aureoli
- Cardioglossa pulchra
- Hyperolius bobirensis
- Hyperolius cystocandicans
- Hyperolius kachalolae
- Hyperolius kihangensis
- Hyperolius laurenti
- Hyperolius minutissimus
- Hyperolius occidentalis
- Hyperolius pseudargus
- Hyperolius rubrovermiculatus
- Hyperolius sheldricki
- Hyperolius sylvaticus
- Hyperolius tanneri
- Hyperolius torrentis
- Hyperolius viridigulosus
- Hyperolius viridis
- Kassina fusca
- Kassina lamottei
- Leptopelis bufonides
- Leptopelis macrotis
- Leptopelis occidentalis
- Phlyctimantis keithae
- Phrynobatrachus ghanensis

## Honores

### Eponimia
- Leptopelis ocellatus schiotzi Laurent, 1973
- Astylosternus schioetzi Amiet, 1978
- Cardioglossa schioetzi Amiet, 1982
- Kassina schioetzi Rödel, Grafe, Rudolf & Ernst, 2002
- Phrynobatrachus schioetzi Blackburn & Rödel, 2011
- Ptychadena arnei Perret, 1997

## Abreviatura (zoología)
La abreviatura Schiotz  se emplea para indicar a Arne Schiøtz como autoridad en la descripción y taxonomía en zoología.